# Nova Mutum
Nova Mutum – miasto i gmina w Brazylii, w stanie Mato Grosso.